# شينيا ناسو
شينيا ناسو (باليابانية: 奈須 伸也) (29 ديسمبر 1978 في أوساكا في اليابان – )؛ هو لاعب كرة قدم ياباني سابق كان يلعب كلاعب وسط.

## وصلات خارجية
- شينيا ناسو على موقع رابطة كرة القدم اليابانية للمحترفين (اليابانية)
- شينيا ناسو على موقع قاعدة بيانات كرة القدم.إي يو (الإنجليزية)
- شينيا ناسو على موقع Soccerway.com (الإنجليزية)
- شينيا ناسو على موقع عالم كرة القدم.نت (الإنجليزية)